# Santo Antônio da Platina
Santo Antônio da Platina, amtlich portugiesisch Município de Santo Antônio da Platina, ist eine Stadt im brasilianischen Bundesstaat Paraná der Região Sul. Im Volkszählungsjahr 2010 hatte sie 42.707 Einwohner, die Bevölkerungszahl der Platinenser wurde zum 1. Juli 2020 auf 46.251 Einwohner geschätzt, die auf einer Gemeindefläche von rund 721,5 km² leben. Die Entfernung zur Hauptstadt Curitiba beträgt 362 km.
Die Stadt liegt zwischen den Metropolen São Paulo und Curitiba.
Santo Antônio da Platina wurde am 6. April 1900 gegründet und ist seit 1914 selbständig. Der Name Santo Antônio ist seit 1896 auf Landkarten zu finden. Wahrscheinlich bezieht sich der Zusatz da Platina auf geologisch nachgewiesene Platinvorkommen in der Ortschaft. 

## Geographie
Die Stadt liegt auf einer Höhe von 496 m über Meereshöhe. Das Biom ist Mata Atlântica. Umliegende Gemeinden sind Jacarezinho, Joaquim Távora, Bandeirantes, Jundiaí do Sul, Guapirama, Barra do Jacaré und Abatiá.

### Klima
Die Stadt hat tropisches gemäßigtes Klima, Cfa nach der Klimaklassifikation nach Köppen und Geiger. Die Durchschnittstemperatur ist 20,8 °C. Die durchschnittliche Niederschlagsmenge liegt bei 1389 mm im Jahr.

## Kommunalverwaltung
Die Exekutive liegt bei dem Stadtpräfekten (Bürgermeister). Bei der Kommunalwahl 2016 wurde José da Silva Coelho Neto, genannt „Professor Zezão“, zum Stadtpräfekten für die Amtszeit von 2017 bis 2020 gewählt. Bei der Wahl gehörte er dem heute nicht mehr existierenden Partido Humanista da Solidariedade (PHS) an.
Die Legislative liegt bei einem gewählten neunköpfigen Stadtrat, den vereadores der Câmara Municipal.
Seit 1955 ist das Munizip administrativ in die drei Distrikte Distrito de Santo Antônio da Platina, Distrito de Conselheiro Zacarias und Distrito de Monte Real aufgeteilt.

## Bevölkerungsentwicklung
| Jahr | Einwohner | Stadt  | Land   |
| --- | --------- | ------ | ------ |
| 1920 | 8.575     |        |        |
| 1940 | 31.191    | 5.758  | 25.433 |
| 1950 | 25.292    | 4.842  | 20.450 |
| 1960 | 31.460    | 9.777  | 21.683 |
| 1970 | 38.627    | 13.765 | 24.862 |
| 1980 | 36.781    | 21.617 | 15.164 |
| 1991 | 38.714    | 27.345 | 11.369 |
| 2000 | 39.943    | 32.617 | 7.326  |
| 2010 | 42.688    | 36.937 | 5.791  |
| 2020 | 46.251    | ?      | ?      |
| Hier fehlt eine Grafik, die leider im Moment aus technischen Gründen nicht angezeigt werden kann. Wir arbeiten daran! |           |        |        |

Quelle: IBGE (2011)

## Ethnische Zusammensetzung
Ethnische Gruppen nach der statistischen Einteilung des IBGE (Stand 2000 mit 39.943, Stand 2010 mit 42.688 Einwohnern):
| Gruppe      | Anteil 2000 | Anteil 2010 | Anmerkung                        |
| ----------- | ----------- | ----------- | -------------------------------- |
| Brancos     | 31.543      | ▼ 30.947    | Weiße, Nachfahren von Europäern  |
| Pardos      | 6.421       | ▲ 9.412     | Mischrassige, Mulatten, Mestizen |
| Pretos      | 1.612       | ▲ 2.069     | Schwarze                         |
| Amarelos    | 159         | ▲ 248       | Asiaten                          |
| Indígenas   | 98          | ▼ 30        | indigene Bevölkerung             |
| ohne Angabe | 111         | –           |                                  |

## Analphabetenquote
Santo Antônio da Platina hatte 1991 eine Analphabetenquote von 27,9 % (inklusive nicht abgeschlossener Grundschulbildung), die sich bei der Volkszählung 2010 bereits auf 12 % reduziert hatte. Rund 23,5 % der Bevölkerung waren 2010 Kinder und Jugendliche bis 15 Jahre.

## Durchschnittseinkommen und Lebensstandard
Das monatliche Durchschnittseinkommen betrug 2017 den Faktor 1,8 des brasilianischen Mindestlohns (Salário mínimo) von R$ 880,00 (Einkommen umgerechnet für 2019: rund 358 € monatlich). Der Index der menschlichen Entwicklung (HDI) ist mit 0,718 für 2010 als hoch eingestuft.
2017 waren 11.719 Personen oder 25,6 % der Bevölkerung als fest im Arbeitsverhältnis stehend gemeldet, 29,1 % der Bevölkerung hatten 2010 ein Einkommen von der Hälfte des Minimallohns.
Das Bruttosozialprodukt pro Kopf betrug 2016 22.114,69 R$, das Bruttosozialprodukt der Gemeinde belief sich 2016 auf 1.007.589,63 × Tsd. R$. Damit stand Santo Antônio da Platina an 62. Stelle der Wirtschaftskraft der 399 Munizips des Bundesstaates und an 736. Stelle der 5570 Munizips Brasiliens.